# Кран Жеврије
Кран Жеврије (фр. Cran-Gevrier) насеље је и општина у источној Француској у региону Рона-Алпи, у департману Горња Савоја која припада префектури Анси.
По подацима из 2011. године у општини је живело 17.358 становника, а густина насељености је износила 3616,25 становника/km². Општина се простире на површини од 4,8 km². Налази се на средњој надморској висини од 427 метара (максималној 528 m, а минималној 396 m).

## Демографија
| 1962. | 1968. | 1975.  | 1982.  | 1990.  | 1999.  | 2011.  |
| ----- | ----- | ------ | ------ | ------ | ------ | ------ |
| 6.903 | 8.155 | 12.384 | 14.388 | 15.566 | 16.464 | 17.358 |

График промене броја становника у току последњих година